# Léon Melchissédec
Léon Melchissédec (Clarmont d'Alvèrnia, 7 de maig de 1843 - Neuilly-sur-Seine, 23 de març de 1925) fou un baríton francès que cantà al teatre de l'Òpera Còmica de París des de 1866 fins al 1877, i a l'Òpera des de 1879 fins al 1892, figurant entre els professors del Conservatori des de 1894.